# Fortunato Lodi
Fortunato Lodi (Bologne, 1805-1882) est un architecte italien ayant travaillé au Portugal entre 1841 et 1846.

## Biographie
Après avoir étudié à Forlì, il a suivi en 1828 les cours de mathématiques de l'université de Bologne. La même année, il a gagné un concours public lui permettant d'être pensionnaire pour passer quatre années de formation à Rome.
Pendant ses jeunes années, il a participé à quelques manifestations, qui l'ont amené à partir quelque temps chercher fortune au Portugal. Son oncle, Francesco Antonio Lodi avait été directeur du théâtre São Carlos de Lisbonne. Sa fille, Mariana Carlota Lodi avait été mariée à Joaquim Pedro de Quintela Farrobo, 2e baron de Quintela et 1er comte de Farrobo. 
En 1841, il est intervenu sur la décoration des chambres du Palácio da Quinta das Eagles (Corte-Real) acquis en 1838 par le premier vicomte de Junqueira
Il a construit pour le comte de Farrobo le théâtre de Tália dans le Palácio das Laranjeiras. 
Il est désigné comme architecte du théâtre de Dona Maria II, en 1842, dans des conditions qui ont amené des protestations. La construction dans le style néoclassique et la décoration ont duré jusqu'en 1846.Le théâtre est inauguré le 13 avril 1846, pendant les fêtes du 27e anniversaire de la reine Dona Maria II. Il est nommé chevalier de l'ordre du Christ.
Dans le même temps, il a dirigé des travaux importants sur le Palácio da Ega.
Il est ensuite revenu en Italie, à Bergame, où il a été nommé professeur à l'Accademia Carrara et va entreprendre divers travaux pour la mairie de Bergame. 
En 1848, il a pris part aux émeutes ce qui l'a fait surnommé l'« architecte des barricades » par le comte de Redetzky, ce qui lui a valu d'être harcelé par l'administration autrichienne.
En 1851, il a gagné le concours pour le nouveau palais de la Cour du district de la ville basse de Bergame (Pretura Urbana in Città Bassa) organisé par la municipalité. La construction a débuté en 1856. Ce palais est devenu le siège de la mairie de Bergame par décision prise en 1872.
Il a réalisé avec l'architecte Antonio Giordani le théâtre Borgetti, à Cento. La première pierre a été posée le 5 mai 1858. Il a été inauguré le 15 août 1861.
À la suite des bouleversements politiques de 1859, il est revenu à Bologne. Entre 1859 et 1861, il est professeur à l'école d'architecture et de dessin d'ornement de l'Accademia di Belle Arti de Bologne. En octobre 1861, il est nommé professeur extraordinaire d'architecture civile de l'école supérieure d'architecture. En novembre 1862, il est professeur de Design.
En 1861, l'Ecole d'Architecture, dirigée par Fortunato Lodi, est séparée de l'Académie des beaux-arts de Bologne et transférée à l'université de Bologne.
Entre 1857 et 1873, il est professeur à l'école d'application pour Ingénieurs. Il se sert des publications de Jean-Baptiste Rondelet pour son enseignement de l'architecture. On trouve une application quand il utilise la planche XCII du livre de Rondelet pour la conception de la gare ferroviaire de Bergame de 1858-1859. Un premier projet a été présenté en 1854.

## Publications
- Manuale pratico di geometri ad uso degl'industriali, per facilitare ogni specie di disegno
- Studi pratici per disegnare le ombre nei disegni geometrici di architettura
- avec l'ingénieur Giovanni Gavasetti, La stazione di Bologna a servizio delle Ferrovie Italiane, Società Tipografica Bolognese, Bologne.